# Tông Lúa
Tông Lúa (danh pháp: Oryzeae) là một tông các loài thực vật trong phân họ Tre, chứa chi Lúa và các họ hàng gần cũng như cả chi Lúa dại Zizania. Tông này bao gồm 11 hoặc 12 chi tùy theo hệ thống phân loại.

## Hình ảnh

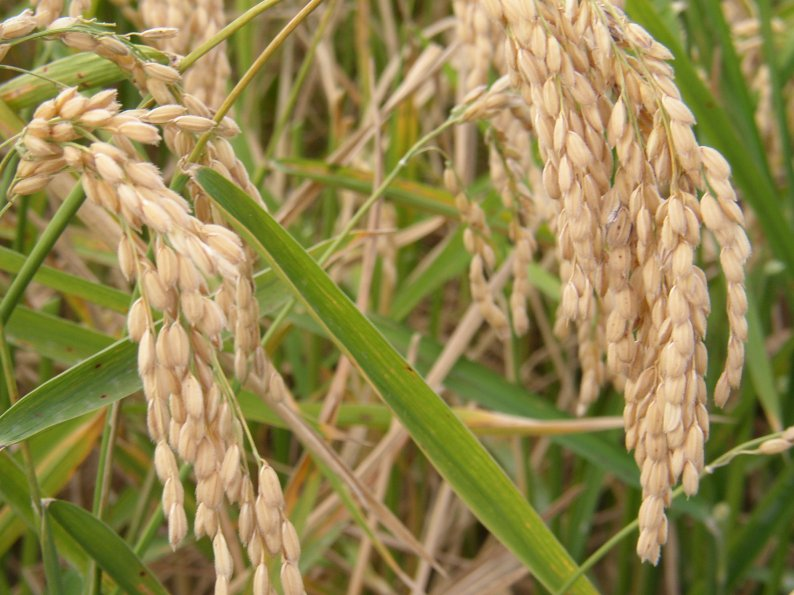
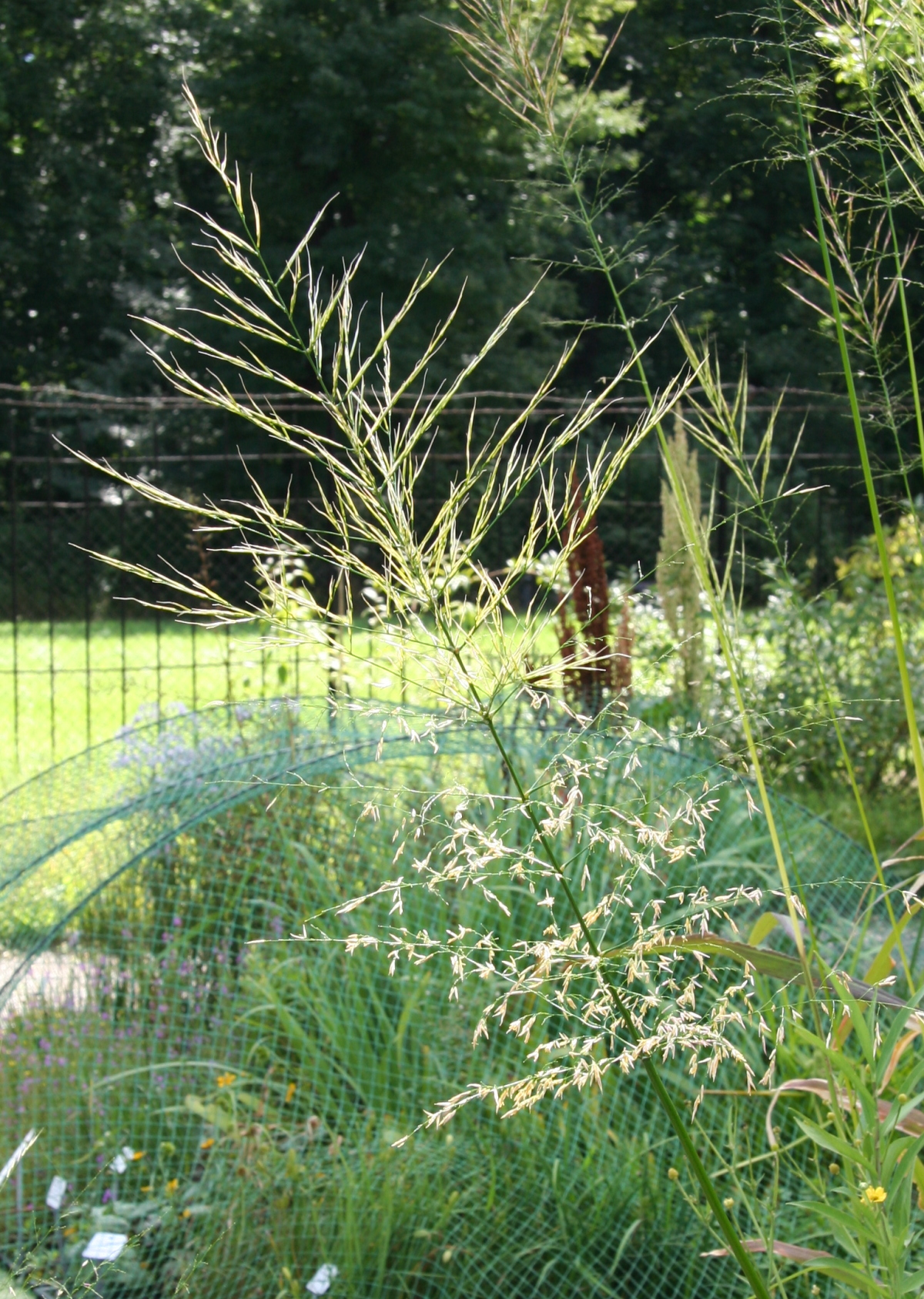
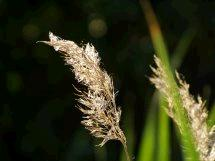

## Phân loại
Tông Lúa
- Chi Chikusichloa
- Chi Hygroryza
- Chi Leersia
- Chi Luziola
- Chi Maltebrunia
- Chi Oryza
- Chi Porteresia
- Chi Potamophila
- Chi Prosphytochloa
- Chi Rhynchoryza
- Chi Zizania
- Chi Zizaniopsis